# Bando de la Huerta
El Bando de la Huerta es el nombre que recibe el día grande de las Fiestas de Primavera de Murcia. Título que comparte con el Entierro de la Sardina y que tiene lugar el martes de Pascua. La jornada es toda una exaltación de las tradiciones huertanas, tan íntimamente ligadas a la historia de la capital murciana. Muchos murcianos se echan a la calle durante todo el día ataviados con trajes típicos. 
En 2012 fueron declaradas Fiesta de Interés Turístico Internacional.

## Historia
El origen de este evento parece remontarse a mediados del siglo XIX, sin embargo, ha salido a la calle en unas 120 ocasiones, en cinco grandes etapas, con sus correspondientes interludios. Se remonta al último día de carnaval de Murcia de 1851, donde unos jóvenes acomodados acordaron organizarlo con la intención de burlarse en cierto modo de las gentes de la huerta. El primer día de carnaval tenía su punto de salida y de recogida en la Plaza de Toros de San Agustín, actualmente conocida como Plaza de San Agustín. El Bando comenzaba cuando se situaban en la cabeza dos majos montados a caballo, seguidos de un caballo adornado de palmas, flores y hortalizas, seguidos de muchos huertanos vestidos con sus trajes tradicionales.
Actualmente, esta motivación originaria ha desaparecido por completo, y el Bando ha pasado a ser parcialmente lo contrario: una celebración en honor de la huerta y las tradiciones a ella asociadas.
De lo expuesto puede apuntarse que, en realidad, el Bando nace como un pretexto para la diversión de gente acomodada, diversión en la que se caricaturizaban expresiones y costumbres de las gentes humildes de la huerta y donde no se regateaba en exageraciones e incluso burlas sobre el modo de hablar de aquellos que acudían a la ciudad a vender sus productos y realizar compras.
Etapa 1851-1865
En la primera etapa, que va de 1851 a 1865, el desfile salía de la plaza de toros de San Agustín, en San Andrés; se celebraba por la mañana y estaba ligado al carnaval. Si bien tuvo un buen comienzo, poco a poco fue perdiendo fuerza y desapareció durante un período de diez años.
Etapa 1876-1879
Entre 1876 y 1879 se vuelve a recuperar. En esta segunda etapa la burguesía cede algo más de protagonismo a los huertanos que, a su vez, aprovecharon la oportunidad para ironizar sobre las costumbres de la ciudad. La noche del 14 de octubre de 1879 se produjo la terrible riada de Santa Teresa con pérdidas terribles en vidas humanas, en ganado y la destrucción de cientos de casas que dejaron sin hogar a miles de damnificados. Con semejante desastre, el Bando desapareció hasta caer prácticamente en el olvido durante veinte años. En 1899 surgió un conato de resucitar el festejo pensando en incluirlo nada menos que dentro de las celebraciones del Sábado Santo. Fue un intento fallido que, sin embargo, se anotó como éxito en su haber la Batalla de las Flores.
Etapa 1900-1936
Abarca desde 1900 y alcanza hasta la Guerra Civil. Durante esta etapa el Bando no sólo consigue reaparecer sino que alcanza tal renombre que atraía incluso a gentes de otras localidades considerablemente alejadas como Cieza, Lorca o Cartagena. Fue entonces cuando se desvincularon Bando de la Huerta y Entierro de la sardina.
El festejo alcanza tal popularidad y prestigio que otras poblaciones comenzaron a importarlo; fue el caso de Cieza (1910-1946); Las Torres de Cotillas (1916); Guadalupe (1921); Librilla (1925); El Llano de Molina (1931); Molina de Segura (1941,1945); Archena (1942); Espinardo (1944); La Alberca (1945) Zeneta...
Los años treinta comienzan como una razonable continuación de la década anterior en todos los aspectos del festejo, salvo en su organización. Al parecer, hubo un momento en que el desfile degeneró adquiriendo un cierto cariz que se calificó de plebeyo, motivo por el que la Comisión se puso manos a la obra para eliminar esos aspectos de fiesta.
Etapa 1939-1944
Surge tras el paréntesis (1937 y 1938) de la Guerra Civil, es decir, en 1939, y lo hace en septiembre y por la tarde, saliendo el desfile del Jardín de Santa Isabel. No se celebra en 1940 ni en 1941, reapareciendo en 1942 erradicando aquellos aspectos que avergonzaban y molestaban a la huerta. Se volvió a celebrar en Domingo de Resurrección, pero pasaría al Lunes de Pascua en 1943.
Etapa 1967-actualidad
A partir de 1967 el Bando da un giro en positivo. Nace un año después la revista anual 'Bando' y, sucesivamente, se van otorgando Panochas de Oro a los mejores bandos.
Entre tanto veía la luz el nacimiento de la Federación de Peñas, entre finales de 1974 e inicios de 1975. Le seguirán, en cuanto a iniciativas, la aparición de publicaciones periódicas en torno al Bando: Aldaba (1986), El Murmullo de la Cieca (1987), El Panocho (1988), o el Primer Certamen de Habla Murciana (1988).
En 1972 nacía, en Los Alcázares, la Semana de la Huerta, como un homenaje a los miles de huertanos que durante dos siglos acudían en romería, con sus carros y su música, a aquellas playas a realizar el novenario del mes de agosto.
Los bandos son programas de las fiestas escritas en verso, que consistían en atacar y criticar los asuntos políticos.
Actualmente el Bando de la Huerta es una de las fiestas más populares de Murcia y junto con el Entierro de la Sardina, es la fiesta que más espectadores atrae de todas las que se celebran en la ciudad. Su contenido, aunque respeta la tradición, se renueva un poco cada año y siempre deja una pequeña reserva a la sorpresa y la originalidad.

## Actos

### Elección de Reina de la Huerta
Previamente a las Fiestas de Primavera, se elige a un grupo de muchachas murcianas de entre las cuales son seleccionadas una corte y la Reina de la Huerta, cuya función será representar a la ciudad de Murcia por todo el país durante un año. Este título es asemejable al de Fallera Mayor de Valencia, o la Bellea del Foc en Alicante. Las aspirantes deben pasar varias pruebas donde se mide su capacidad comunicativa y cultura general, de este modo intenta desmarcarse, en cierta manera del mero concurso de belleza que era en épocas anteriores. La ganadora consigue así la Corona de Azahar que le otorga esa representación durante un año, hasta las próximas Fiestas de Primavera.

## Bando de la Huerta infantil

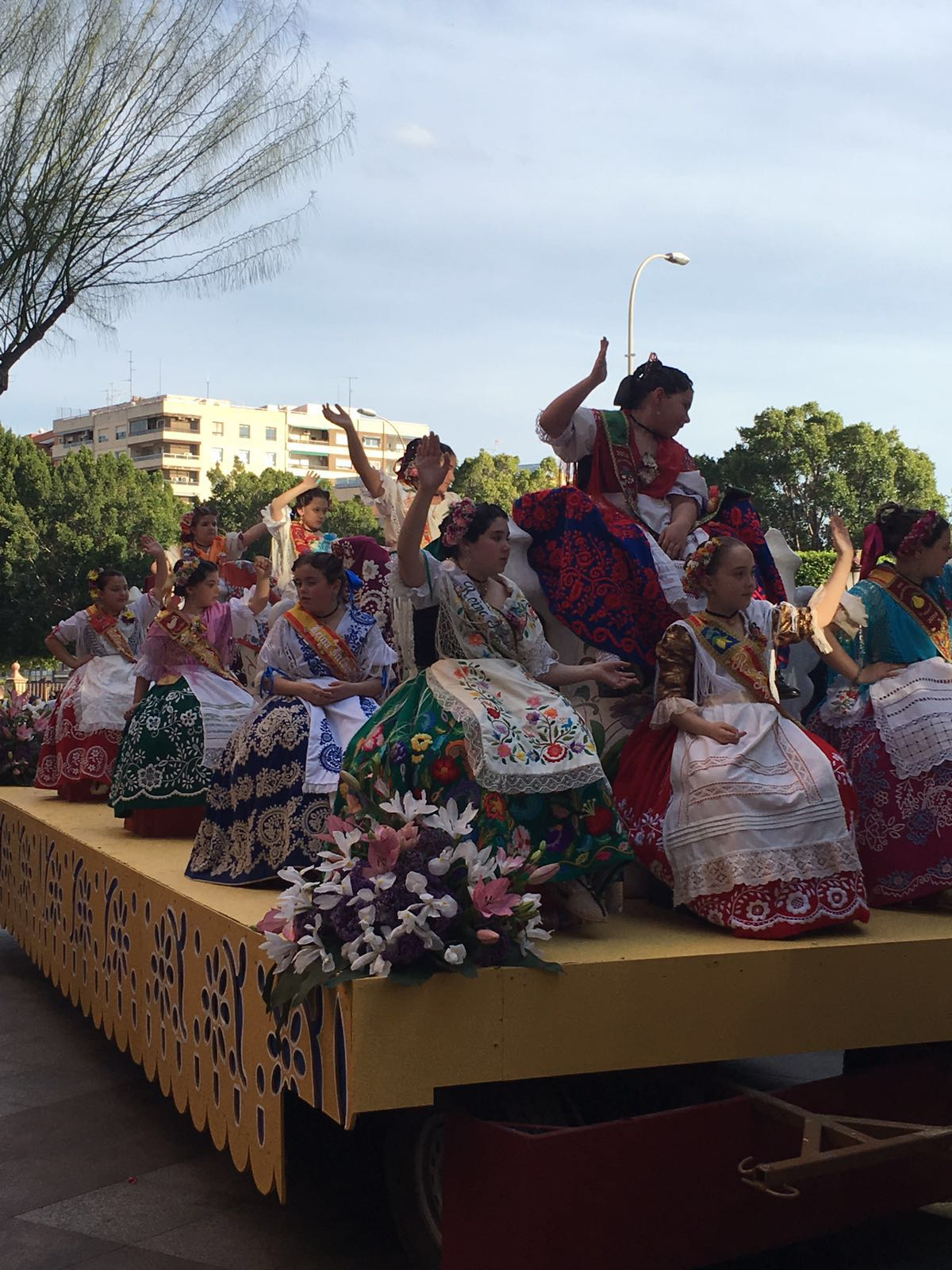
Corte de niñas durante el Bando de la Huerta infantil

Recién acabada la Semana Santa, es tradición que los niños celebren al modo de los mayores, un pequeño desfile costumbrista conocido como el Bando infantil. Se trata de un desfile de carrozas representativas de las barracas características de la Huerta de Murcia donde aparecen alegorías a algunas de las tradiciones propias de esta comarca, pero en la que participan mayoritariamente niños y niñas ataviados con el traje regional, siempre supervisados por sus padres. Los pequeños recorren algunas calles céntricas de la ciudad repartiendo caramelos y golosinas a los espectadores, del mismo modo que lo harán días después los participantes adultos en el Bando de la Huerta. Un conjunto de niños desfilando, carrozas como la de la Reina de la Huerta infantil, charangas y grupos de danzas regionales se pueden observar durante el paso del cortejo. De este modo se inicia a los niños en el conocimiento y respeto a las tradiciones regionales y al cuidado de la naturaleza y el paisaje de la comarca.

## Misa huertana
La fiesta comienza con una Misa Huertana frente a la fachada barroca de la catedral, a la que sigue una vistosa Procesión con la imagen de la Virgen de la Fuensanta, patrona de la ciudad. Mientras, parques y plazas van siendo poco a poco invadidas por la muchedumbre, que pasea de un lado a otro, degustando en bares y barras callejeras (dispuestas para la ocasión) las viandas típicas de la zona.

## Celebraciones en las barracas
En las plazas y jardines más importantes, durante todos los días de las Fiestas, las peñas huertanas instalan las famosas barracas, en las que se ofrece la gastronomía tradicional murciana, se realizan actuaciones folklóricas y se recrean las viviendas y los antiguos usos y costumbres de la huerta. 
Las peñas huertanas tienen nombres en panocho o alusivos a las labores y utensilios propios de la huerta, como: la Seda, el Tablacho, la Esparteña, el Zaragüel, el Azahar, etc.

## Desfile del Bando de la Huerta

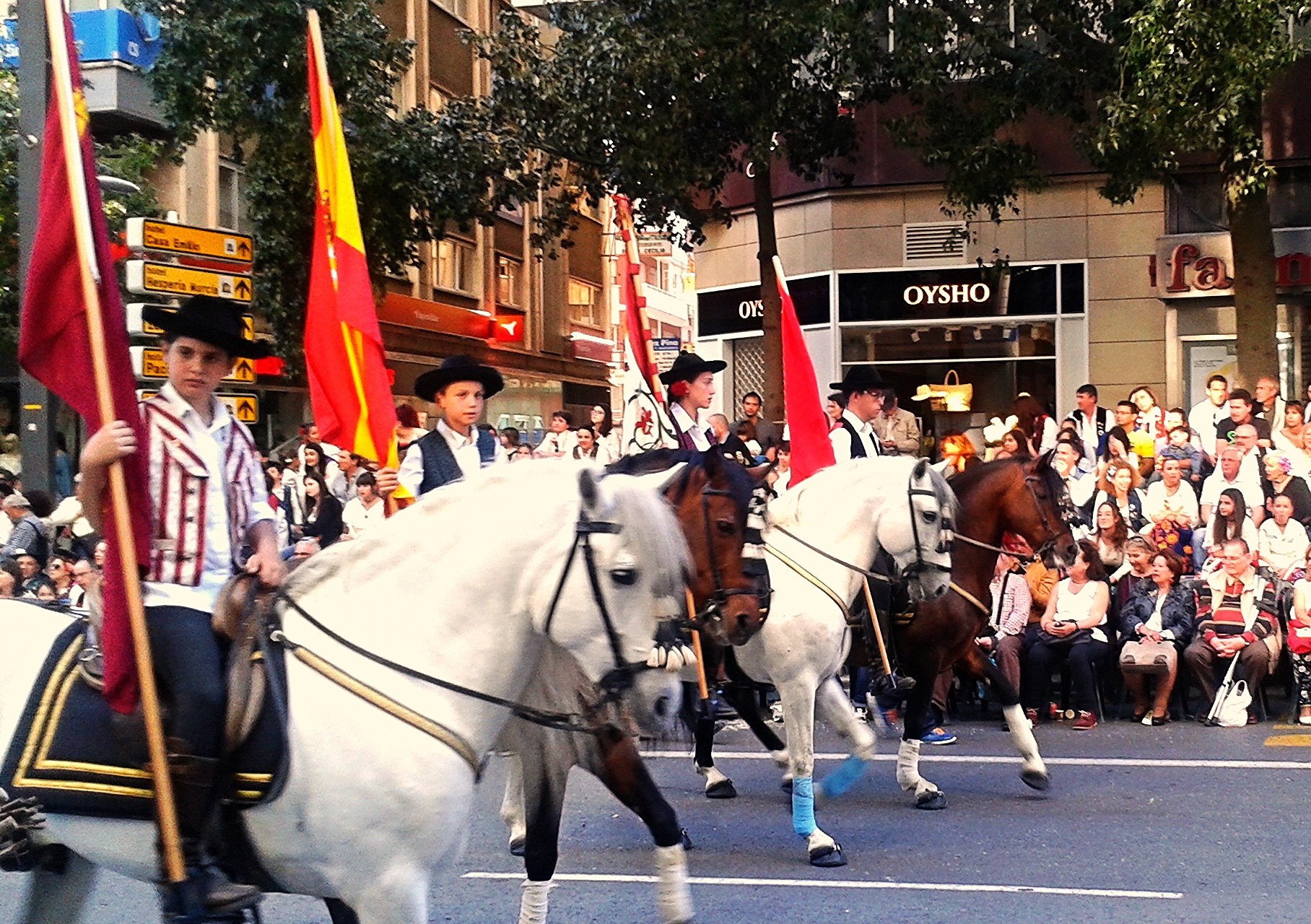
Portadores de banderas a caballo al inicio del desfile

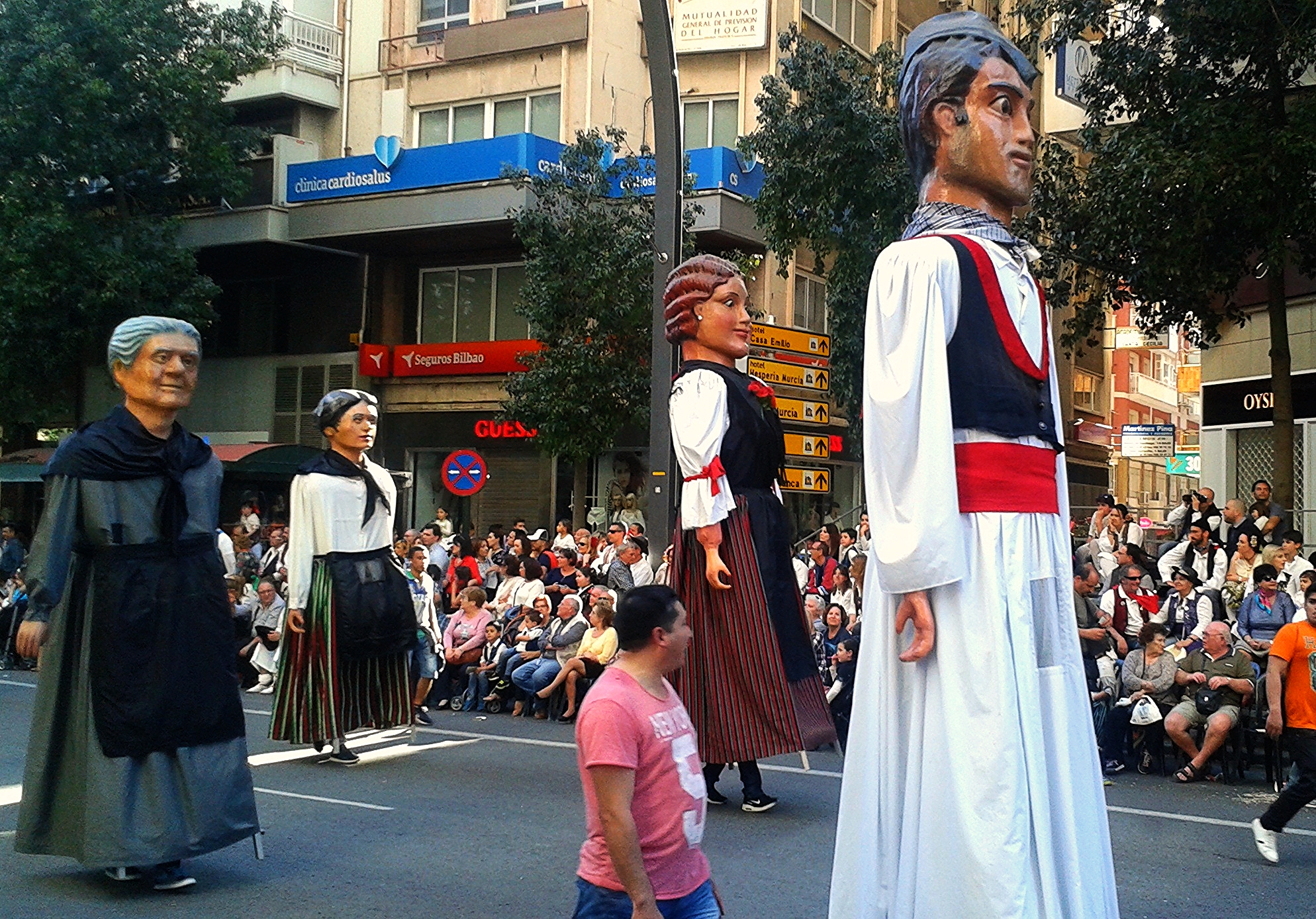
Tradicionales gigantes y cabezudos durante el desfile del Bando

Por la tarde del martes, recorre la ciudad el Desfile del Bando de la Huerta. Se trata del mayor desfile costumbrista de todas las Fiestas de Primavera y el segundo desfile en volumen de participantes y espectadores después del Entierro de la Sardina. La cabalgata se presenta como una gran alegoría festiva a la historia y las tradiciones de las gentes de los campos murcianos siglos atrás. Está compuesta por bandas de música, gigantes y cabezudos, animales característicos de la ganadería de la zona, grupos de danzantes y carrozas, en las cuales se muestran labores y elementos típicos de la huerta murciana. El regionalismo, la tradición y el respeto a la historia de la ciudad y de sus campos, e incluso la jocosidad son los temas principales. 
Personas vestidas con trajes de época bailan la Jota murciana o reparten alimentos propios de la gastronomía de la región, tales como morcillas, longanizas, salchichas o habas y bebidas, como vino o cerveza. También se pueden degustar platos típicos: michirones, ensalada murciana o zarangollo, sin olvidar los dulces paparajotes. En este sentido, uno de los principios de las Fiestas de Primavera, como es la solidaridad, se pone en práctica de primera mano con el reparto y degustación de alimentos a todo aquel que quiera acercarse a la cabalgata. 
Tampoco faltan las soflamas panochas, textos satíricos escritos en la lengua vernácula de la huerta (el panocho) que se pregonan a viva voz desde algunas de las carrozas. Suelen tener un tono humorístico en el que también se esconden mensajes de cuidado del medio ambiente, protección de la Huerta de Murcia e incluso alguna crítica política.
En los últimos años se ha hecho un denotado esfuerzo por depurar los elementos que aparecen en la cabalgata del Bando de la Huerta, ante la quejas recibidas de que algunos de los participantes en el desfile no iban correctamente ataviados con las ropas típicas, la música en muchos casos no era la tradicional o los carros de caballos no eran aquellos que se utilizaban en las labores de la Huerta de Murcia. Se han tomado, por ello, medidas para solventar estos problemas y asegurar al espectador la calidad cultural de los contenidos.

## Celebración en el resto de la ciudad

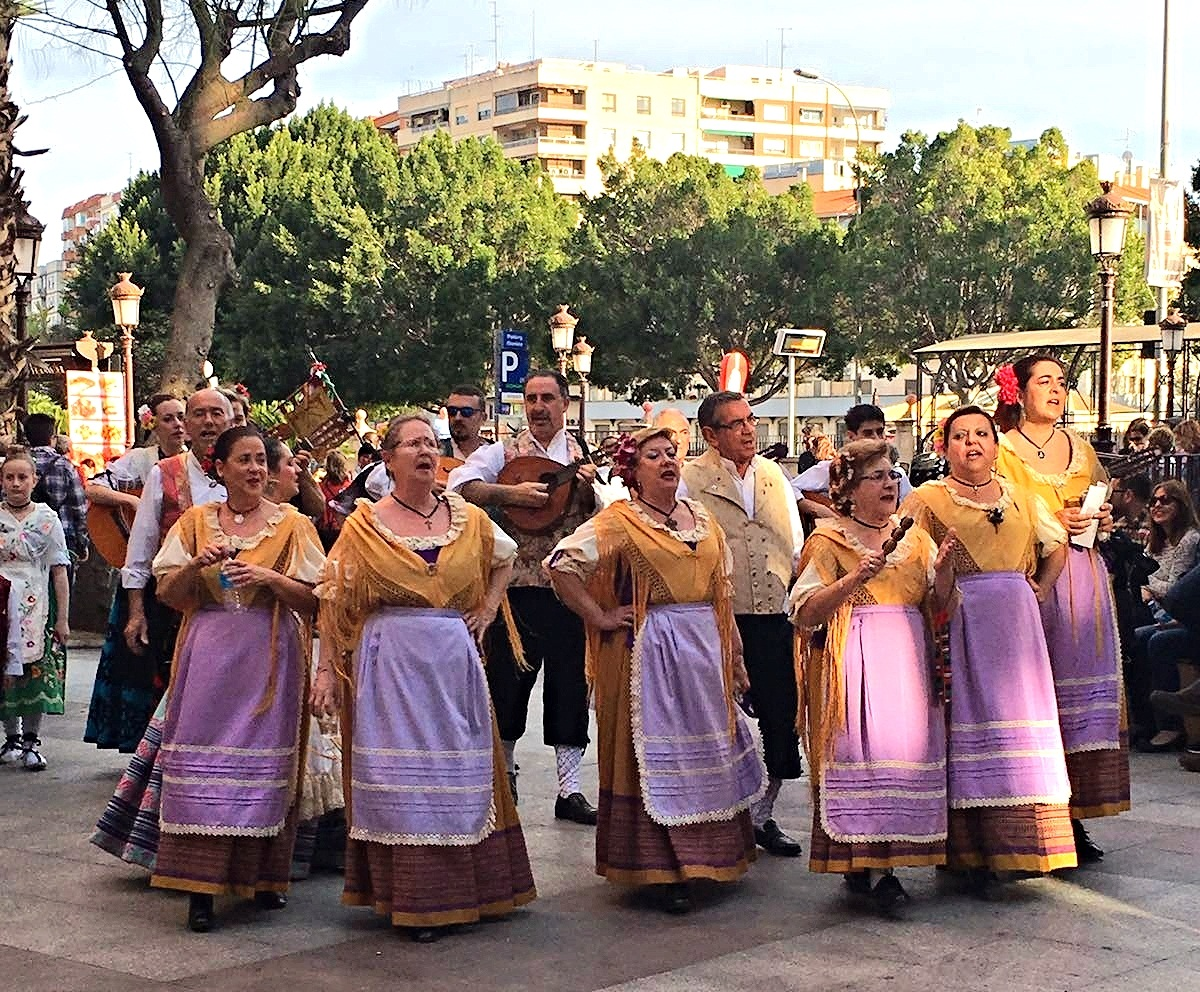
Grupos de folklore murciano interpretando música tradicional

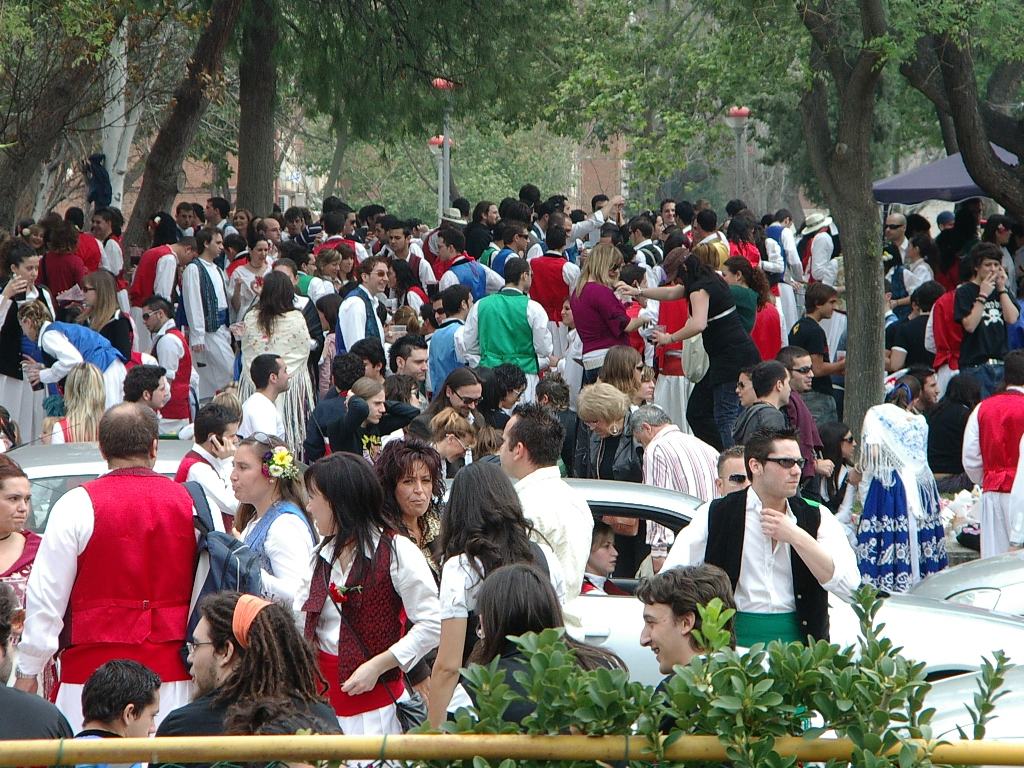
Jóvenes celebrando el Bando de la Huerta en el jardín de la Constitución

La celebración del Bando de la Huerta, no se circunscribe a los actos señalados y a los desfiles. En cambio, toda la ciudad está en continuo movimiento. 
El martes del Bando es una explosión de color y de alegría en la que participa toda la ciudad y la huerta, desfilando o como público. Si bien son multitud los actos que se van sucediendo a lo largo de la mañana y la tarde, muchos de ellos a la misma vez en distintos puntos de la ciudad. 
Grupos folklóricos murcianos, no sólo de la capital, si no de toda la Región de Murcia, acuden ese día a alegrar las calles. Muchos de ellos pasean por diversos lugares mientras tocan músicas tradicionales de Murcia y organizan bailes que alegran el ambiente y se convierten en presa de las cámaras de murcianos y turistas. Algunos escenarios de música, repartidos por la ciudad ayudan a este cometido con música en directo de todas las índoles.
Otro de los actos singulares del día son las tradicionales tronaeras. Se trata del lanzamiento de fuegos artificiales aéreos de explosión que causan un fuerte estruendo ensordecedor en el centro de la ciudad.
La ciudad este día se convierte en una singular Huerta en la que decenas de miles de personas de todas las edades se lanzan a la calle con la vestimenta típica local. Ellos, con los zaragüeles, chalecos y monteras (gorro huertano), y ellas con los refajos (faldas), delantales y mantones y con el pelo adornado con claveles.
Es frecuente tener dificultades para poder atravesar algunas calles y plazas muy concretas del centro. Si bien muchas de ellas han sido cortadas al tráfico para que se puedan desarrollar los actos festivos y se permite caminar por el asfalto, la importante afluencia humana provoca aglomeraciones, lo que sumado a la bebida especialmente en el caso de los jóvenes puede provocar incidentes y robos. Por ello ese día se traza un operativo especial de los cuerpos de seguridad de la ciudad que velan por minimizar en la medida de lo posible, cualquier tipo de incidente durante el festejo. 

## La indumentaria tradicional y su origen

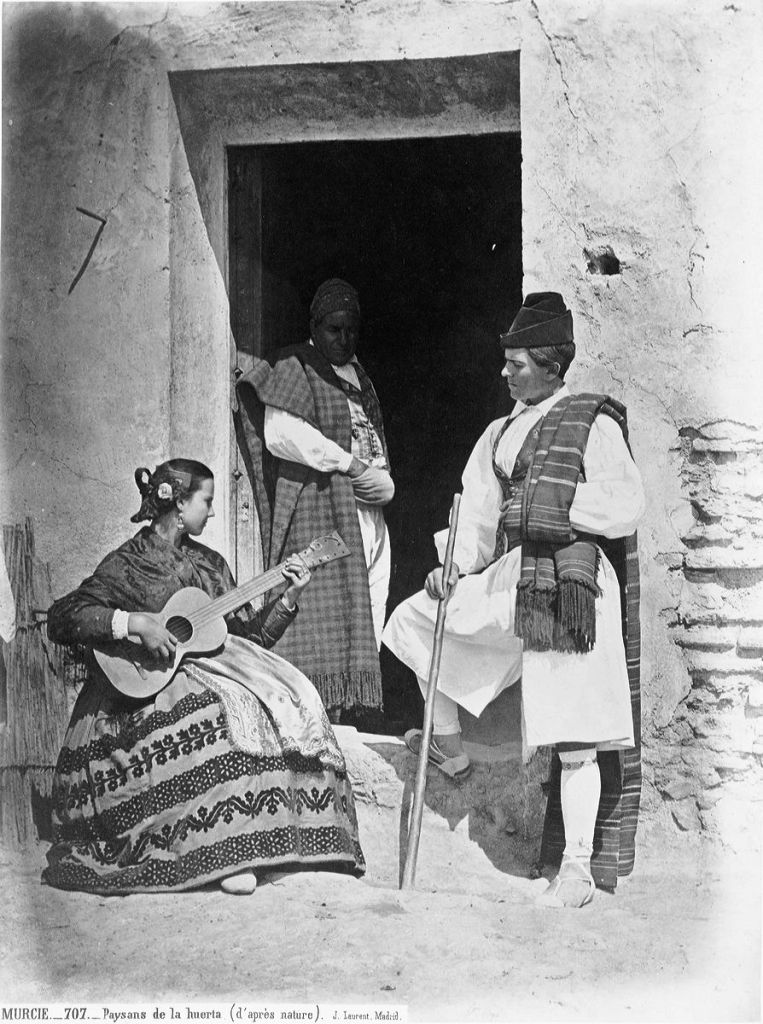
Indumentaria tradicional murciana. 1870. Autor: Jean Laurent

La indumentaria tradicional de la Huerta de Murcia tiene sus raíces en los trabajadores y los aristócratas de las civilizaciones que han pasado por la zona a lo largo del tiempo. De esta manera, parece que el traje de faena tiene influencias moriscas, y el vestuario de gala se origina en la corte española del siglo XVI.
Son típicas de la Huerta prendas como los refajos en las mujeres, y los zaragüelles en los hombres. Pero si realmente algo identifica a la indumentaria tradicional de Murcia es la gran cantidad de ornamentos en sus trajes, y sobre todo, la calidad y variedad en sus bordados.
La indumentaria tradicional de Murcia se remonta siglos atrás, pero vuelve a la actualidad en la región cada año en las distintas festividades que se celebran en pueblos y ciudades. La indumentaria tradicional de un pueblo, junto con sus danzas y sones, brindan la forma más veraz y auténtica de conocer la idiosincrasia del mismo.
Mediante la indumentaria se puede deducir el clima de la zona, el carácter de sus gentes y la manera de sentir y expresar sus sentimientos.
Ya en el siglo XVII comenzó a consolidarse el traje popular o regional. Pretendían que surgiera la identidad de un pueblo frente a la entrada de modas extranjeras (por ejemplo la Francia de Luis XIV, el Rey Sol). Se pretendía, de esta manera, afianzar y consolidar las tradiciones y costumbres autóctonas.
A la vez, la indumentaria tradicional ha servido para diferenciar claramente los niveles sociales de las diferentes épocas de la historia. Con la industrialización de la Revolución Industrial, comienza el declive de las indumentarias tradicionales. Se empezaban a perder costumbres e identidad a medida que avanzaba el trabajo en serie.
También fue importante el avance en los medios de comunicación, ya que las noticias y las distintas influencias llegaban más aprisa y en condiciones más asequibles con la potenciación de los transportes y la universalidad de las modas.
Vestuario masculino
Zaragüeles y calzones

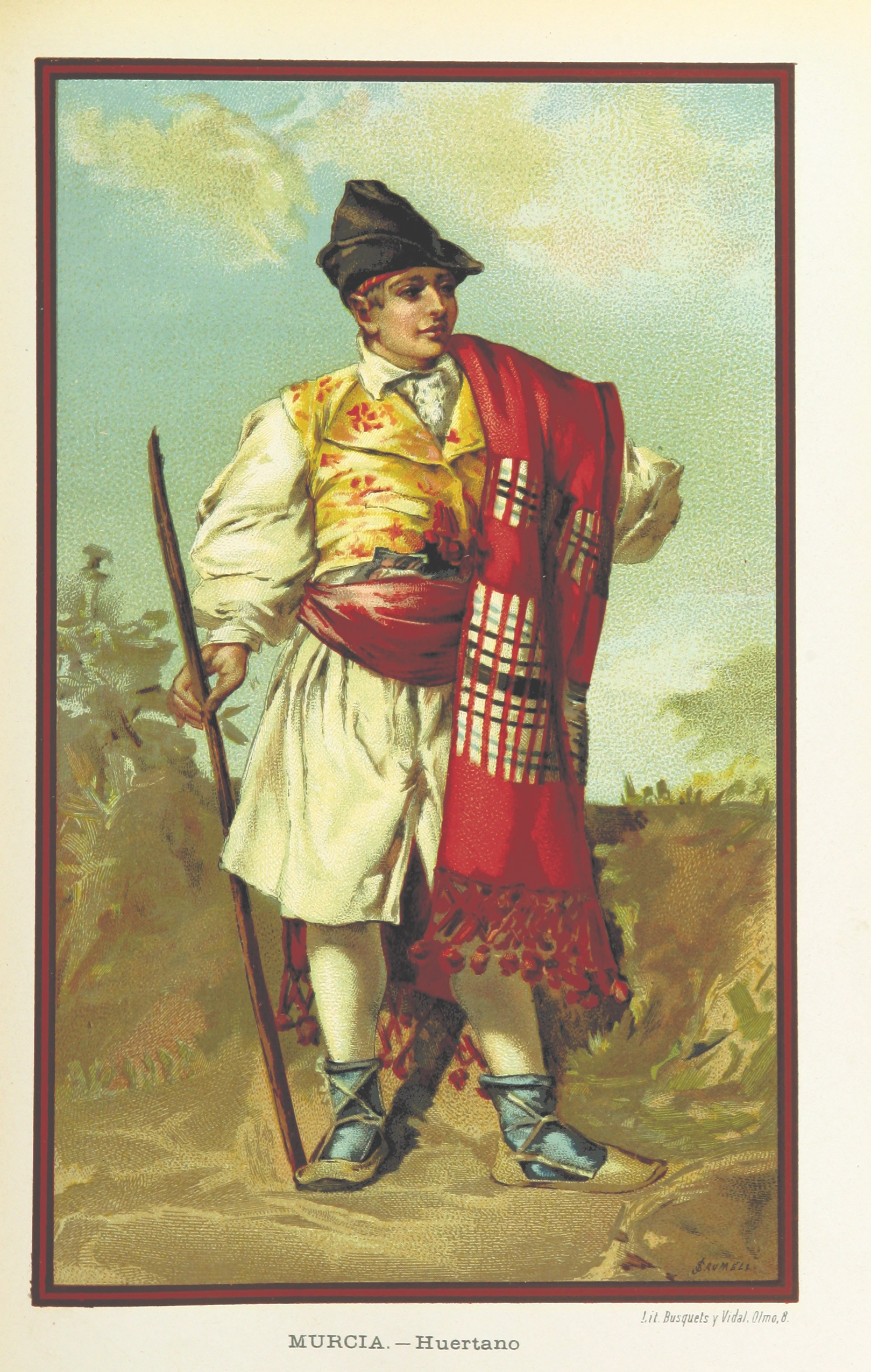
Huertano

La palabra zaragüel proviene del árabe sarawïl. Los zaragüelles son unos calzones anchos. En otras culturas del Mediterráneo se ha dado este tipo de calzón, incluso en los países nórdicos. Ya se hablaba de los zaragüelles en el siglo VII a. C. Son mencionados ya por el profeta Daniel en el capítulo III vs. 94. Están confeccionados en lienzo o lino, de color generalmente blanco y nunca sobrepasan "tres dedos" por encima de la rodilla. En el trabajo de la huerta dan mucha movilidad y comodidad, por lo que el huertano se resistió a cambiarlo por los pantalones. El zaragüel es la prenda por antonomasia del vestuario masculino popular. Así queda demostrado cada Día del Bando de la Huerta en la ciudad de Murcia, en el que miles de murcianos y murcianas pasean y desfilan con esta prenda pos las calles de la capital.
Calzón o pantalón
El traje de gala llevaba pantalón o calzón, no zaragüel. Normalmente era de paño o de terciopelo, y del mismo color que la chaquetilla. Este pantalón de lujo, cubría hasta la mitad de la pierna. En el extremo inferior tenía dos aberturas decoradas con botones de plata.
Camisa
La camisa era una prenda muy parecida a la que se usa en la actualidad. Podían estar decoradas con alforzas, puntillas o vainicas. Su color solía ser el blanco. Existían algunas camisas en las que se bordaban a mano los puños, el cuello y las pecheras. Estas pasaban de padres a hijos y las partes estropeadas se recuperaban. Era una camisa muy importante. Al igual que los zaragüelles, solían ser muy amplias para facilitar los movimientos.
Faja
La cintura del hombre está cubierta por al menos dos vueltas de una tira de tejido, más o menos ancha, de color. Este tejido es la faja. La faja servía para sujetar los zaragüelles o calzón, y para que no se salieran los faldones de la camisa. Más tarde se convertiría en un adorno más que una prenda funcional.
Chaleco
Es una prenda abierta, con solapas, sin cruzar. Carecía de mangas. La parte trasera era de color oscuro, mientras que la delantera se decoraba con sedas y colores más vivos. No se utilizaba a diario, y se llevaba sobre la camisa cubriendo parte del cuerpo. Quedaba total o parcialmente cubierto por otras prendas.
Chaquetilla
Es una chaqueta corta, hasta la cintura, de colores generalmente oscuros. La parte delantera se adornaba con alamares de seda y se bordeaban con pasamanería. Normalmente se llevaba abierta para lucir el chaleco que estaba debajo. Las primeras chaquetillas solían tener cuellos altos, levantados y sin solapas. Con posterioridad se le fueron añadiendo solapas.
Calcetas
Las calcetas eran utilizadas por mujeres y hombres, pero había ciertas diferencias. Las calcetas del hombre nunca sobrepasaban la rodilla, sin embargo las de la mujer llegaban hasta el muslo. Se utilizaban para no pasar frío en invierno, eran normalmente de color blanco, y no llegaban a tapar los pies, quedaban a los tobillos. Las medias más elaboradas, incluso en distintos colores, se utilizaban para las grandes ocasiones: visitas a la capital, rondar a una moza, fiestas, etc. Un punto de costura típico con el que se elaboran estas prendas en la Región de Murcia es el de garbanzo, conocido así por la similitud con esta legumbre.
Esparteñas
Si existe una prenda de vestir que ha diferenciado clases sociales en la Región de Murcia son las esparteñas. Eran confeccionadas con cáñamo o esparto, y las utilizaban gentes humildes. Parece ser que las esparteñas y las abarcas son el calzado más antiguo de España. Confección de las esparteñas.
Se elaboraban artesanalmente, a partir de esparto natural, sin picar. Se realizaba un cordel fino que se iba tejiendo hasta darle la forma del pie. Se confeccionaba el talón y la puntera (que apenas cubría los dedos del pie). Una vez cosidas la suela, el talón y la puntera, se ataban al tobillo con dos cordetas, también de esparto, similares a las sandalias romanas. Con el paso del tiempo el esparto se sustituyó por el cáñamo, más suave y agradable. La puntera y las cordetas pasarían a confeccionarse en algodón.
VESTUARIO FEMENINO
El Refajo

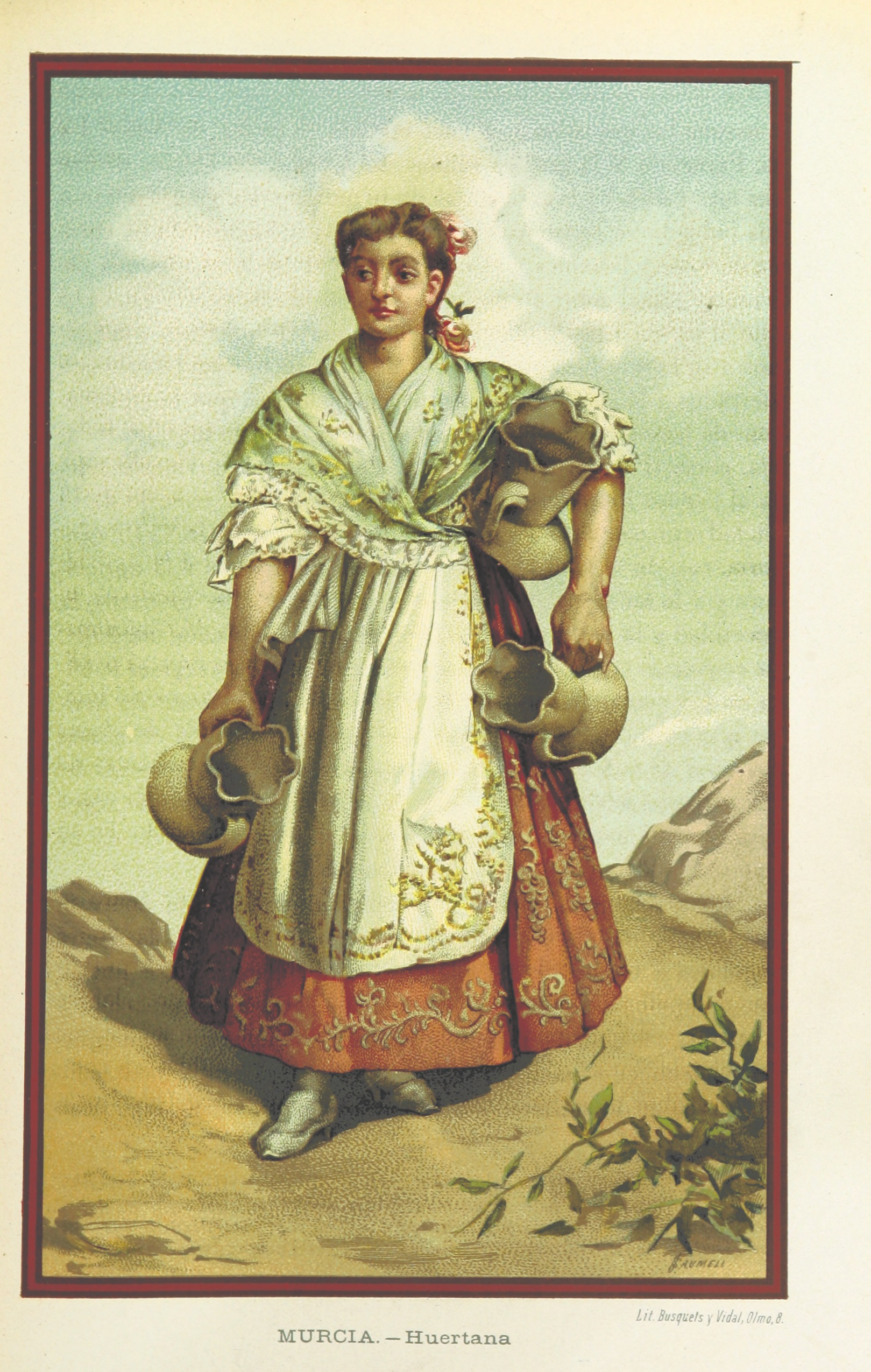
Huertana

Si hay algo que define el traje popular de la mujer en Murcia es la falda, llamada comúnmente Refajo. En las zonas frías de la Región de Murcia la mujer solía vestir refajos de lana. En cambio en las zonas cálidas el material con el que se realizaba esta prenda era algodón. Murcia es una tierra de contraste de colores. Una amplia gama resalta en la paleta del pintor del paisaje murciano. Los colores del refajo no son menos. La infinidad de tonos de la naturaleza de las tierras de la Región dan vida a los refajos de los vestidos populares. Al igual que en la bandera actual, el color que solía dar distinción y poderío dentro de la sociedad era el grana.
Las distintas comarcas de la Región de Murcia tenían una escasa variedad de formas en los refajos. Aun así, se pueden describir algunas peculiaridades que diferencian algunas de estas prendas:
- Refajo de listas. Es un refajo a rayas verticales de aproximadamente 3 cm de anchura. Se trataba del refajo de diario, de trabajo, de ahí que no esté decorado con bordados. Era elaborado en telares caseros y en invierno resultaba muy útil, ya que podía colocarse sobre otro vestido. Dada la sencillez de la prenda, era el que utilizaban niñas y adolescentes.

- Refajo de lana. Estaba confeccionado con este material y bordado con ornamentos florales. Es uno de los más alegres, y también de los que mejor se adaptan al frío. En Alhama de Murcia se decoraba con siete cenefas en seda. Queda reflejado el auge de la sericultura en esta zona. Incluso se bordó la figura de un gusano de seda en los refajos. Esta figura ha perdurado en el vestido femenino, pero el tiempo la ha convertido en algo parecido a una hoja estilizada. Para proteger la prenda de que se deshilache por los bajos, se remataba con un cordoncillo.

- Refajo de lentejuelas. El barroco en España hace que la decoración del vestuario popular se enriquezca. El virtuosismo en los detalles y ornamentos se toma como un exponente de las clases adineradas. Se añaden a los refajos perlas, piedras preciosas, lentejuelas, cordones, canutillos de oro y plata, etc. Para finalizar este refajo se introducía una puntilla metálica plateada que sustituía al cordoncillo.

- Refajo de recortes. Otro tipo de ornamentación, más comedida, eran los recortes de terciopelo negro superpuestos sobre tela de seda rosa. Incluso se podían ver en estos refajos algunos volantes en la parte baja. En Totana eran frecuentes los refajos amarillos con recortes negros.

- El corpiño o armador. Es una especie de corsé. Su equivalencia es el cuerpo del vestido. No porta mangas, y se coloca sobre la blusa. Tipo y generosidad del escote a elegir por la mujer. El cierre se consigue mediante un cordón cruzado que pasa a través de unos ojales en la parte delantera.

Chambra o camisa
Se trata de una prenda que en su origen era tratada como vestuario íntimo. Una de las notas más originales del vestuario popular estaba representado en la camisa. Eran unos bordados posiblemente moriscos. Desde el siglo XV se ha escrito sobre distintos tipos de camisas, entre ellas:
- Camisas Labradas. Se llamaban así por sus bordados. Se encontraron en los guardarropas de Isabel la Católica.

- Camisas Listadas. Menos ricas, el único adorno eran cintas de diversos colores cosidas a la tela. El blanco era el color natural de la fibra de la camisa. En un principio estaban elaboradas en manga corta, sobre el codo. Durante el verano, en zonas calurosas, se llevaban sin corpiño. Se realizaron también de manga larga, con puños terminados en puntillas.

El delantal
Se trata de una prenda parecida a la actual, que se colocaba encima del refajo. Abundaban los de seda, aunque dependía de la calidad del traje.
Los más extendidos son de raso bordados con lentejuela y pedrería, anudado a la cintura de la mujer con un gran lazo zapatero cuyas puntas, desiguales, solían bordarse y disponerse al lado izquierdo de la cintura. Otros delantales, posteriores, se confeccionaron en finas telas de lino con adornos de vainicas, entredoses, alforzas, etc.
Faltriquera
Era una especie de bolsa o saquillo. Se sujetaba a la cintura mediante cintas de algodón, y solía guardarse en ella el dinero y algunos útiles de uso cotidiano. Se podía recargar con toda clase de ornamentos. Una bolsita con dinero como la faltriquera solía guardarse bajo las sayas, o sobre ellas bajo el refajo.
Armilla o jubón
Se trata de una chaquetilla con mangas largas, generalmente de terciopelo o raso negro. Se ajustaba al talle y llevaba el cuello cerrado. El puño presentaba pequeñas aberturas por las que asomaba la puntilla de la camisa. La decoración de esta prenda podía estar formada por filigrana de plata en los botones y puntillas en cuello, puño y mangas. El objetivo de esta prenda era resguardar de las bajas temperaturas a las mujeres que vivían en las zonas más frías de la Región.
El Manto
El manto servía en un principio para protegerse del frío, pero terminó siendo una prenda de adorno, decorativa, que incluso podía diferenciar las clases sociales.
- Manila. El origen del Mantón de Manila es castizo, no murciano. Pero en la Región de Murcia se utilizó desde 1875.

- Manteleta. Se trata de un triángulo, medio pañuelo, que se puede cruzar en la parte delantera. La punta del ángulo central está redondeada, y toda la pañoleta está contorneada con puntilla fruncida. También puede ser artículo de lujo. En ese caso se decoraba de forma distinta según gustos de la clase popular, o de la aristocracia.

- Cintón. Este tipo de mantilla es propio de la región de Murcia. Tienen un corte trapezoidal, y está realizada en raso y terciopelo. Era prenda imprescindible para cualquier acto religioso o para fiestas y solemnidades. Simbolizaba la honestidad y honradez de aquella que la luciera.

Ropa interior
- Enaguas. Se trata de una falda interior blanca. Se adornan con alforzas o pliegues. En la parte baja disponen de una tira bordada ancha y fruncida con pasacintas y cinta de seda de color. Para conseguir que quedaran ahuecadas se solían almidonar. Una misma mujer podía llevar hasta seis enaguas, una sobre otra.

Peinados
- El moño de picaporte. El pelo recogido, con la frente despejada, es un clásico dentro de la variedad de peinados de la Región de Murcia. Se realiza con dos trenzas de ocho a diez ramales, tejidas a modo de "pleita". Se coloca en la nuca y se sujeta por la mitad con una cinta de raso o terciopelo. Por la parte frontal se hace la raya en medio o lateral con las clásicas y preciosas hondas murcianas. Como complemento se podían utilizar dos pequeños rodetes colocados a ambos lados de las orejas. También puede adornarse con una peineta acompañada de agujones y horquillas. Se puede adornar el moño de picaporte también con flores del tiempo.

- Peinado redondo. Se trata de otro tipo de moño, pero en este caso la mujer se peina con la raya en medio y se recoge el pelo atrás en un moño redondo o rodete. Al igual que con el moño picaporte, las mujeres adornan el moño con uno o dos ramilletes de flores.

Adornos y complementos
La mujer murciana ha utilizado numerosos argumentos para realzar su belleza. El paso de los años ha perfeccionado estos aderezos, pero básicamente se pueden enumerar los siguientes:
- Adornos para las orejas. Hermosas arracadas, pendientes de jaula, de calabaza, y arracadas de lazo.

- Para llevar en la muñeca. A partir del siglo XIX desde Francia se exportaron rosarios que se colocaban en las muñecas para llevar las cuentas de los rezos. Poco a poco las primitivas cuentas de madera pasaron a estar más decoradas.

- Aderezos para el cuello y su regazo. se utilizaron collares y gargantillas. Algo que ha llegado hasta nuestros días, y que ha tenido diversas modas es la cinta de terciopelo negro con un adorno colgante.

- Para el pelo. Al igual que en la actualidad, los agujones o alfileres de plata eran los adornos más utilizados durante el siglo XIX.

- El abanico. La mujer murciana utiliza abanicos en verano para no pasar calor. Es normal que posean varios: uno de uso diario, otro para el negro (luto), otro más artístico para decoración de la casa o grandes ocasiones, etc. Se elabora en papel o en variadas y finas telas.